# Daizō Okitsu
Daizō Okitsu (jap. 興津 大三, Okitsu Daizō; * 15. Juni 1974 in der Präfektur Hyōgo) ist ein ehemaliger japanischer Fußballspieler.

## Karriere
Okitsu erlernte das Fußballspielen in der Schulmannschaft der Shimizu Commercial High Schoo und der Universitätsmannschaft der Universität Tsukuba. Seinen ersten Vertrag unterschrieb er 1997 bei Shimizu S-Pulse. Der Verein spielte in der höchsten Liga des Landes, der J1 League. 1998 erreichte er das Finale des Kaiserpokals. 1999 wurde er mit dem Verein Vizemeister der J1 League. Für den Verein absolvierte er 17 Erstligaspiele. 2000 wechselte er zum Ligakonkurrenten Cerezo Osaka. Für den Verein absolvierte er 12 Erstligaspiele. Ende 2000 beendete er seine Karriere als Fußballspieler.

## Erfolge
Shimizu S-Pulse
- J1 League

Vizemeister: 1999
- Kaiserpokal

Finalist: 1999